# Liste des tumuli de France protégés aux monuments historiques
Cet article recense les tumulus de France protégés aux monuments historiques.

## Méthodologie
La liste prend en compte les tumulus classés ou inscrits au titre des monuments historiques. La date indiquée correspond à l'année de protection.

## Liste
La liste est par défaut triée par ordre alphabétique des départements, puis des communes.
| Département          | Commune                     | Tumulus                                                       | Protection | Date           | Base Mérimée                                                                        |
| -------------------- | --------------------------- | ------------------------------------------------------------- | ---------- | -------------- | ----------------------------------------------------------------------------------- |
| Ariège               | Génat                       | Site archéologique du dolmen et tumulus de La Plagne          | Inscrit    | 1995           | Notice no PA00135432                                                                |
| Aube                 | Sainte-Savine               | Tumulus dit La-Croix-la-Beigne                                | Classé     | 1965           | Notice no PA00078233                                                                |
| Aveyron              | Salles-la-Source            | Dolmen et tumulus du Genevrier                                | Classé     | 1889           | Notice no PA00094176                                                                |
| Calvados             | Condé-sur-Ifs               | Butte du Hu                                                   | Classé     | 1974           | Notice no PA00111241                                                                |
| Calvados             | Fontenay-le-Marmion         | Tumulus de la Hoguette Tumulus dit Butte de la Hogue          | Classés    | 19751905       | Notice no PA00111347 Notice no PA00111346                                           |
| Cantal               | Saint-Georges               | Tumuli de Chausse                                             | Classés    | 2010           | Notice no PA00093640                                                                |
| Charente             | Fontenille                  | Tumulus dit de la Motte de la Jacquille                       | Inscrit    | 1991           | Notice no PA00104575                                                                |
| Charente             | Luxé                        | Tumulus de la Folatière                                       | Classé     | 1957           | Notice no PA00104403                                                                |
| Charente             | Les Métairies               | Tumulus et camp de la Motte-à-Poljeau                         | Classé     | 1930           | Notice no PA00104422                                                                |
| Charente             | Tusson                      | Tumuli de Tusson                                              | Inscrits   | 1960 1962 2012 | Notice no PA00104529 Notice no PA00104528 Notice no PA00104530 Notice no PA16000052 |
| Charente-Maritime    | Benon                       | Tumuli de Champ Châlon                                        | Classés    | 1992           | Notice no PA00105322                                                                |
| Charente-Maritime    | Courcoury                   | Tumulus du Terrier de la Fade                                 |            |                |                                                                                     |
| Côtes-d'Armor        | Bourbriac                   | Dolmen sous tumulus de Danouédou                              | Classé     | 1889           | Notice no PA00089033                                                                |
| Côtes-d'Armor        | Carnoët                     | Ttumuli de Trélan                                             | Inscrits   | 1971           | Notice no PA00089056                                                                |
| Côtes-d'Armor        | Glomel                      | Tumulus de Goachauter                                         | Inscrit    | 1970           | Notice no PA00089165                                                                |
| Côtes-d'Armor        | Louargat                    | Tumulus dit An Dossen                                         | Classé     | 1946           | Notice no PA00089317                                                                |
| Côte-d'Or            | Bouze-lès-Beaune            | Tumulus de Croconnet                                          | Classé     | 1912           | Notice no PA00112156                                                                |
| Côte-d'Or            | La Villeneuve-les-Convers   | Tumulus du Bois-Vert                                          | Classé     | 1921           | Notice no PA00112725                                                                |
| Deux-Sèvres          | Assais-les-Jumeaux          | Motte de Puy Taillé                                           | Classé     | 1970           | Notice no PA00101180                                                                |
| Deux-Sèvres          | Bougon                      | Tumulus de Bougon                                             | Classés    | 1960           | Notice no PA00101197                                                                |
| Deux-Sèvres          | Limalonges                  | Tumulus de Nouverteils                                        | Inscrit    | 1993           | Notice no PA00125685                                                                |
| Deux-Sèvres          | Prissé-la-Charrière         | Tumulus du Péré                                               | Classé     | 1993           | Notice no PA00125686                                                                |
| Deux-Sèvres          | Sainte-Soline               | Tumulus du Montioux                                           | Classé     | 1986           | Notice no PA00101367                                                                |
| Eure-et-Loir         | Tillay-le-Péneux            | Tumulus mégalithique de Menainville                           | Inscrit    | 1980           | Notice no PA00097227                                                                |
| Finistère            | Berrien                     | Tumulus de Réuniou                                            | Inscrit    | 1996           | Notice no PA29000001                                                                |
| Finistère            | Plogonnec                   | Tumulus de Kervolzet                                          | Inscrit    | 1972           | Notice no PA00090184                                                                |
| Hérault              | Minerve                     | Dolmen dans le tumulus des Bois-Bas                           | Classé     | 1889           | Notice no PA00103508                                                                |
| Ille-et-Vilaine      | Saint-Just                  | Tumulus surmonté de menhirs, dit le Château Bû                | Classé     | 1975           | Notice no PA00090793                                                                |
| Indre                | Liniez                      | Tumulus elliptique                                            | Classé     | 1927           | Notice no PA00097374                                                                |
| Jura                 | Lons-le-Saunier             | Tumulus de Lons-le-Saunier                                    | Classé     | 1976           | Notice no PA00101945                                                                |
| Loir-et-Cher         | Soings-en-Sologne           | Tumulus des Montanjons Tumulus du Tertre                      | Classés    | 1934           | Notice no PA00098606                                                                |
| Loire-Atlantique     | Saint-Nazaire               | Tumulus de Dissignac                                          | Classé     | 1889           | Notice no PA00108816                                                                |
| Loiret               | Baccon                      | Tumulus n° 10                                                 | Inscrit    | 1980           | Notice no PA00098687                                                                |
| Lot                  | Durbans                     | Site archéologique du dolmen des Roques n° 2                  | Inscrit    | 2012           | Notice no PA46000053                                                                |
| Lot-et-Garonne       | Masquières                  | Trois alignements et deux tumuli                              | Inscrits   | 1952           | Notice no PA00084165                                                                |
| Manche               | Vierville                   | Tumulus de la Butte                                           | Classé     | 1974           | Notice no PA00110641                                                                |
| Marne                | Baudement                   | Tumulus de Baudement                                          | Classé     | 1934           | Notice no PA00078582                                                                |
| Marne                | Bussy-le-Château            | Tumuli de Bussy-le-Château                                    | Classés    | 1930           | Notice no PA00078602 Notice no PA00078603                                           |
| Haute-Marne          | Nogent                      | Dolmen de Marsois                                             | Classé     | 1949           | Notice no PA00079161                                                                |
| Morbihan             | Belz                        | Dolmen à galerie avec la base de son tumulus                  | Classé     | 1934           | Notice no PA00091027                                                                |
| Morbihan             | Carnac                      | Voir Liste des monuments historiques de Carnac section tumuli |            |                |                                                                                     |
| Moselle              | Téterchen                   | Site archéologique de la nécropole tumulaire de Teterchen     | Inscrit    | 1994           | Notice no PA00132651                                                                |
| Nord                 | Sainghin-en-Mélantois       | Tumulus dit Mont des Tombes                                   | Classé     | 1970           | Notice no PA00107795                                                                |
| Orne                 | Habloville                  | Tumulus des Hogues                                            | Classé     | 1968           | Notice no PA00110819                                                                |
| Puy-de-Dôme          | Saint-Nectaire              | Tumulus dolmen de la Pennet                                   | Classé     | 1923           | Notice no PA00092377                                                                |
| Pyrénées-Atlantiques | Alçay-Alçabéhéty-Sunharette | Sept tumuli d'Ibarnaba                                        | Inscrits   | 1960           | Notice no PA00084309                                                                |
| Hautes-Pyrénées      | Avezac-Prat-Lahitte         | Tumulus dit Puyo de l'Ardoun                                  | Inscrit    | 1970           | Notice no PA00095332                                                                |
| Bas-Rhin             | Mussig                      | Nécropole de tumulus protohistorique                          | Classé     | 1989           | Notice no PA00095332                                                                |
| Saône-et-Loire       | Dezize-lès-Maranges         | Deux tumuli-dolmens du Mont-de-Senne ou de Borgy              | Classés    | 1912           | Notice no PA00113269                                                                |
| Vendée               | La Garnache                 | Tumulus dit La Butte Cavalière                                | Inscrit    | 1960           | Notice no PA00110126                                                                |
| Vienne               | Plaisance                   | Dolmen de Chiroux dit La Pierre-Levée et son tumulus          | Classé     | 1986           | Notice no PA00105581                                                                |
| Vienne               | Saint-Cyr                   | Tumulus de la Haute Flotte                                    | Classé     | 1991           | Notice no PA00105806                                                                |
| Vosges               | Beaufremont                 | Trois coffres sous tumuli du "Bois-Saint-Charles"             | Inscrits   | 2000           | Notice no PA88000007                                                                |
| Yonne                | L'Isle-sur-Serein           | Tumulus du tertre à Tormancy                                  | Classé     | 1931           | Notice no PA00113698                                                                |